# Trierer Straße 65 (Weimar)

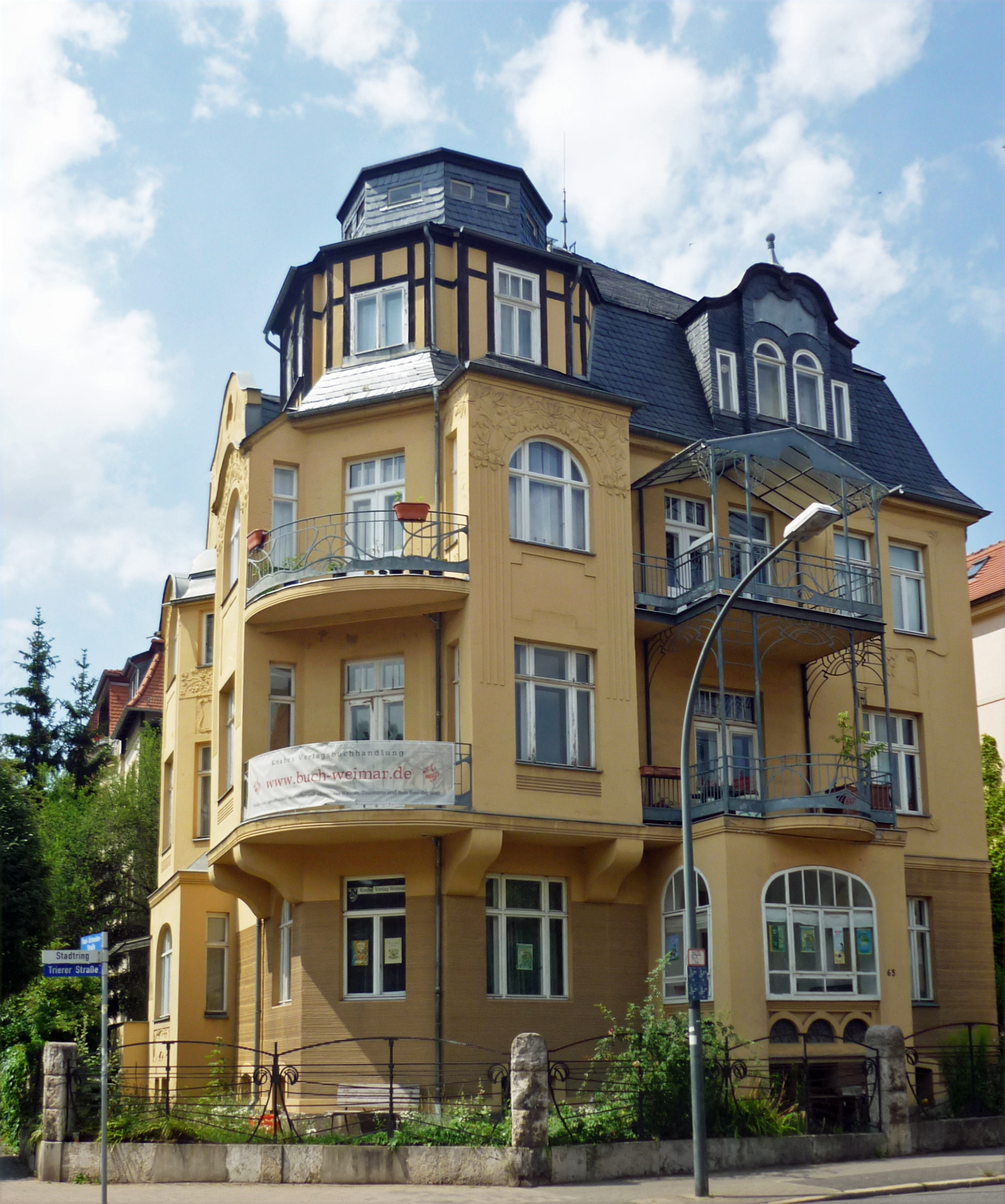
Trierer Straße 65

Das Wohnhaus Trierer Straße 65 (ehemals Lassenstraße 23) ist ein Bauwerk des Jugendstils. Es befindet sich an der Ecke zur Paul-Schneider-Straße.
Das Gebäude wurde 1904 nach dem Entwurf von Rudolf Zapfe errichtet. Es gilt als eines der bedeutendsten Jugendstilbauten in Weimar. Es weist einen unregelmäßigen Grundriss auf. Die Fassaden haben Balkone und Stuckornamente. Der wohl prominenteste Mieter war einer der besten Liszt-Interpreten seiner Zeit, der Pianist und Pädagoge Bruno Hinze-Reinhold, der zudem von 1916 bis 1933 die Weimarer Musikhochschule leitete. Es befindet sich noch heute im Besitz der Familie Knabe. In der Trierer Straße war der 1932 gegründete Knabe Verlag Weimar ansässig. Inzwischen ist der von Steffen Knabe geführte Kinderbuchverlag am Herderplatz 11.
Das Gebäude steht auf der Liste der Kulturdenkmale in Weimar (Einzeldenkmale).